# David Chyträus
David Chyträus, (David Chytræus, David Chytraeus, * Ingelfingen, 26 de Fevereiro de 1530 - † Ingelfingen, perto de Schwäbisch Hall, 25 de Junho de 1600), foi humanista, reformador, teólogo, historiador, hebraísta, helenista, latinista, Professor de Teologia e de Latim da Universidade de Rostock.  Era irmão do filólogo e humanista alemão Nathan Chyträus (1543-1598).  Foi um dos co-autores da obra Fórmula da Concórdia.

## Biografia
David Chyträus, cujo nome de família era Kochhafe ou Rochhave, foi um eminente teólogo luterano, e promotor da Reforma.  Nasceu na cidade de Ingelfingen, na Suábia, em 26 de Fevereiro de 1530, cujos pais (Matthäus Kochhafe († 1559) e Barbara Nelberg), percebendo a sua capacidade, empenharam todos os esforços para a sua educação.  Em Gemmingen, para onde se refugiara seus pais, por causa de questões religiosas, estudou na Escola de Latim, tinha então 7 anos, e teve Franciscus Irenicus como seu professor.  Mais tarde, aos 9 anos de idade, foi enviado para estudar em Tübingen, onde foi colocado nas mãos de hábeis professores, tendo se matriculado em 22 de Junho de 1539.
Recebeu uma educação humanista sob a regência de Joachim Camerarius, O Velho, Erhard Schnepf e Melchior Rufus Volmar.  Tal era o o seu aproveitamento que logo foi admitido naquela universidade.  Com a idade de 15 anos, recebeu o seu grau de mestrado com os maiores créditos.  Foi para Wittenberg, tendo por professor o grande reformador Melanchton, que foi tomado de surpresa ao ver que ele conquistava tão prematuramente suas honras acadêmicas, e o recebeu em sua casa.  Lá também ele recebeu algumas aulas de Lutero, Paul Eber e Johann Forster.  Depois da morte de Lutero, e da interrupção que as guerras religiosas ocasionavam na Universidade de Wittenberg, Chyträus foi para Heidelberg, e para Tübingen, onde teve aulas de matemática; mas o príncipe Maurício (1521-1553), tendo restaurado a Universidade, tornou a convidar Melanchton, e Chyträus voltou também, e completou seu curso de teologia.
Em 1548, tendo conseguido juntar algumas economias dando aulas particulares sob a proteção de Peter von Mentzingen (1498-1565), visitou uma parte considerável da Itália, e na volta foi convidado para ser um dos professores da Universidade de Rostock, onde foi amigo de Johannes Aurifaber (1517-1568) e adquiriu muita reputação com o ensino, que muitas ofertas de trabalho foram feitas a ele pelos príncipes da Alemanha, e pelas universidades, dos quais ele declinou.  Todavia, quando o príncipe Johann Albrecht se ofereceu para aumentar o seu salário como incentivo para sua permanência em Rostock, ele se recusou em aceitá-lo.  Contudo, viajava ocasionalmente para lá durante o tempo que morou em Rostock porque era convidado para ajudar na Reforma, ou para auxiliar na fundação de escolas e de colégios, voltando, porém, sempre para os cursos regulares onde ministrava suas aulas.  E dentre suas inúmeras ocupações, tinha o maior prazer em escrever muitos livros cujo tema era teologia, filologia e história, fato este que contribuiu para estender a sua fama.  Trabalhando e contribuindo para o desenvolvimento do conhecimento humano, findou seus últimos dias na mesma cidade onde nascera em 25 de Junho de 1600.
David Chytraeus também está relacionado à fundação da Universidade de Helmstedt.

## Obras

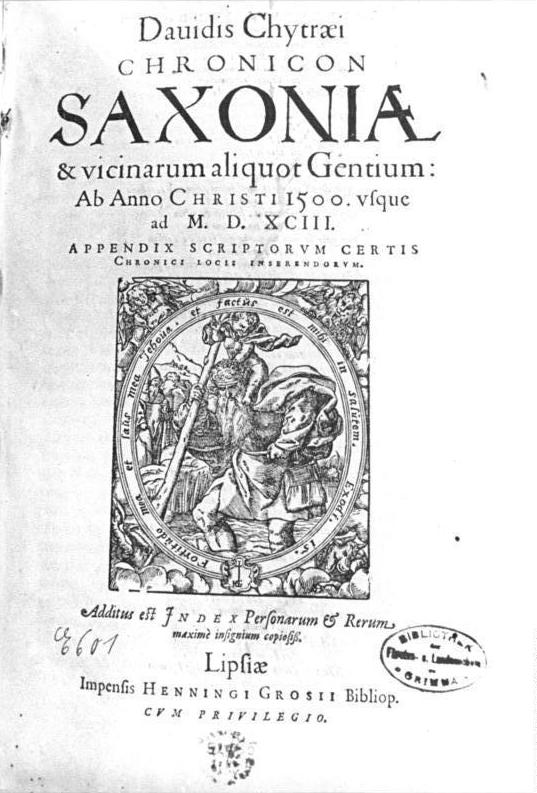
Frontispício da obra Chronicon Saxoniae (Crónicas da Saxônia).

- Lista completa de obras publicadas no século XVI em língua alemã.
- Fórmula da Concórdia (1580)
- Catechismus. Rostock 1554
- Regulae vitae. Wittenberg 1555
- Praecepta rhetoricae inventionis. Wittenberg 1556
- Onomasticon theologicum. Wittenberg 1557
- Oratio de Studio Theologiae recte inchoando. Wittenberg 1560
- Oratio Davidis Cythrai in repetitionem locorum communium Domini Philippi, habita Vuitebergae Anno Christi. 1549. In: Selectarum Declamationum Professorum Academiae Ienensis. Tomus Primus/ herausgegeben von Johannes Goniaeus (Richard). Argentorati 1554
- Tabula philosophorum sive series philosophorum et sectarum eorum praecipuarum a Thale et Socrate usque ad Ciceronem
- De studio dialecticae recte instituendo
- De lectione historiarum recte instituenda. Rostock 1565
- (zusammen mit Christoph Reuter): Christliche Kirchen Agenda. Wie die bey den zweyen Ständen der Herrn und Ritterschafft, im Ertzhertzogthumb Oesterreich unter der Enns, gebraucht wirdt. 1571
- De ratione discendi et ordine studiorum. 1574
- De statu ecclesiarum hoc tempore in Graecia, Asia, Ungeria Boemia […]. Straßburg 1574
- Oratio de statu ecclesiae in Graecia, Asia, Africa, Bohemia etc. 1575
- Historia Augustanae Confessionis 1578.
- Poematum Nathanis Chytraei praeter sacra omnium libri septendecim. Rostock 1579 (Digitalizado por CAMENA)
- Historia der Augspurgischen Confession: Wie sie erstlich berahtschlagt, verfasset, und Keiser Carolo V. ubergeben ist, sampt andern Religions handlungen, so sich dabey auff dem Reichstag zu Augspurg, anno 1530 zugetragen. Rostock 1586
- Chronicon Saxoniae
- De Vandaliae et Saxoniae Alberti Crantzii continuatio. Wittenberg 1586
- Opera theologica. Leipzig 1599